# Dechy
Dechy är en kommun i departementet Nord i regionen Hauts-de-France i norra Frankrike. Kommunen ligger i kantonen Douai-Sud som tillhör arrondissementet Douai. År 2022 hade Dechy 5 343 invånare.

## Befolkningsutveckling
Antalet invånare i kommunen Dechy
| Referens: INSEE |